# ARIA Music Awards
Pour les articles homonymes, voir Aria (homonymie).
Les Australian Recording Industry Association Music Awards, communément appelés ARIA Music Awards ou ARIA Awards, sont une série de soirées récompensant l'industrie musicale australienne, mise en place par l'Australian Recording Industry Association. Les ARIA Awards sont décernés chaque année depuis 1987.
Avant 1987, la liste des différentes cérémonies de récompenses qui se sont succédé sont regroupées sous le terme Australian pop music awards.